# 普魯士的路易絲公主 (1838年—1923年)
路易丝（德語：Luise，1838年12月3日—1923年4月23日）是巴登大公国大公夫人和普鲁士王国公主。她的丈夫是巴登大公弗里德里希一世。
路易丝是德意志皇帝威廉一世的幼女、腓特烈三世的妹妹。
1856年，路易丝和弗里德里希一世结婚。她婚后育有三名孩子。她和她的侄子威廉（日后的威廉二世）感情很好，路易丝经常在她的父母面前支持威廉。

## 相关
- 第4奥古斯塔近卫掷弹兵团